# Johann Daniel von Reitter

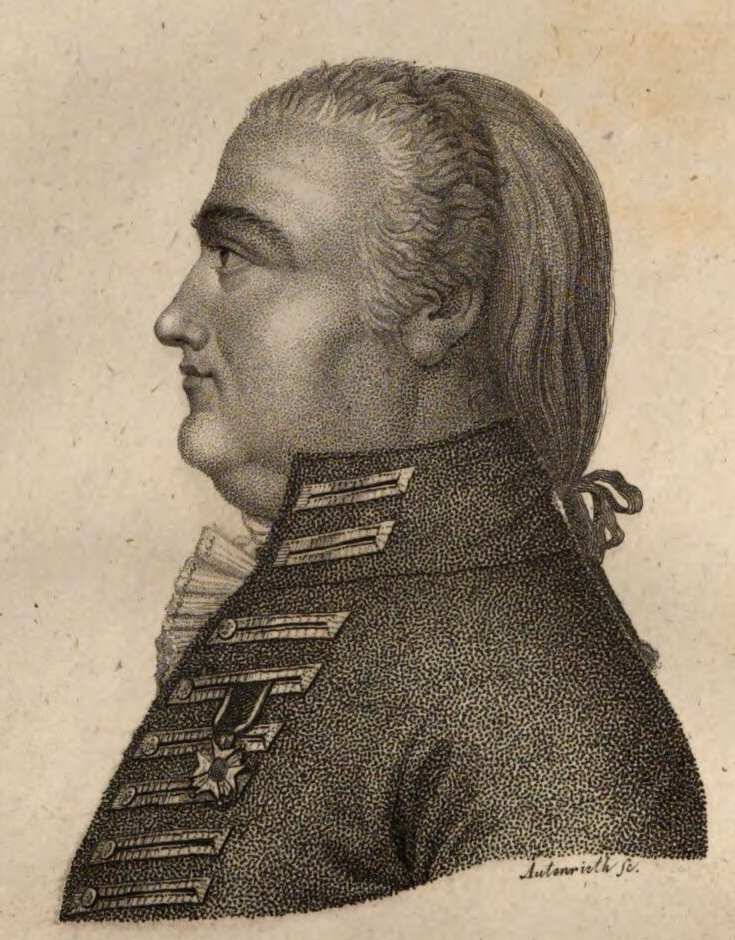
Johann Daniel Reitter

Johann Daniel Reitter, ab 1808 von Reitter, (* 21. Oktober 1759 in Böblingen; † 6. Februar 1811 in Stuttgart) war ein deutscher Forstmann und Verwaltungsbeamter. 

## Leben
Reitter war Sohn eines Forstmannes, der ihm vor dem Besuch der Böblinger Lateinschule auch den ersten Unterricht erteilte. Bei einer Jagd wurde der Herzog Carl Eugen von Württemberg auf den Jungen aufmerksam und ermöglichte ihm in der Folge ab 1772 die Militärpflanzschule zu Solitude zu besuchen, wo sich der junge Student auch den Naturwissenschaften und der Mathematik widmen konnte. An der Schule erhielt er mehrere Auszeichnungen für herausragende Leistungen. 1779 ernannte ihn der Herzog zum herzoglichen Büchsenspanner und ermöglichte ihm ein weiteres Jahr auf der Hohen Schule.
Reitter erhielt 1780 vom Herzog die Ernennung zum Hofjäger und es wurde ihm der forstliche Unterricht der Leibjäger in Hohenheim übertragen. Dort lehrte er bis zur Schließung der Einrichtung 1793. Er hatte in dieser Zeit die Möglichkeit den Herzog auf Reisen in Europa zu begleiten und dadurch diverse Kontakte zu schließen. Nach der Schließung der Schule wechselte er in den Verwaltungsdienst. Er wurde 1794 Forstkommissar bei der Rentkammer in Stuttgart. Dort bekam er den Titel Forstrat verliehen. 1801 fand er wieder Verwendung als Lehrer beim herzoglichen Leibjägercorps, wechselte allerdings 1803 wieder als Wirklicher Rat in das neuerrichtete Forstdepartement bei der Hof- und Domainenkammer. Sowohl in der Verwaltung als auch in der schriftstellerischen Tätigkeit arbeitete er mit seinem Schwager Georg Friedrich von Jaeger zusammen.
Reitter erteilte forstwirtschaftlichen Privatunterricht und gab von 1790 bis 1799 das Journal für das Forst- und Jagdwesen heraus, eines der ersten Journale, das sich mit der Forstwirtschaft aus praktischer Sicht auseinandersetzte, sowie in vier Bänden von 1797 bis 1803 an die Abbildungen der 100 deutschen wilden Holzarten nach dem Nummerverzeichniß im Forsthandbuch des Herrn von Burgsdorf. Für seine Verdienste wurde er am 4. Februar 1808 als Ritter des Württembergischen Civilverdiest-Ordens ausgezeichnet. Er soll zudem Mitglied diverser wissenschaftlicher Gesellschaften gewesen sein.
Reitter verstarb überraschend an einem Schlaganfall.

## Veröffentlichungen
- zusammen mit Gottlieb Friedrich Abel: Abbildung Der Hundert Deutschen Wilden Holz-Arten Nach Dem Nummern-Verzeichnis Im Forst-Handbuch Von F. A. L. Von Burgsdorf. o. O. 1790–[1794] (Digitalisat)
- zusammen mit Gottlieb Friedrich Abel: Beschreibung Und Abbildung Der In Deutschland Seltener Wildwachsenden Und Einiger Bereits Naturalisirten Holz-Arten. Selbstverlag, Stuttgart 1803 (Digitalisat).